# Claude Ryf
Claude Ryf (Losanna, 18 marzo 1957) è un allenatore di calcio ed ex calciatore svizzero, di ruolo difensore.

## Palmarès

### Calciatore
- Campionato svizzero: 2

Neuchâtel Xamax: 1986-1987, 1987-1988
- Coppa Svizzera: 1

Losanna: 1980-1981
- Supercoppa di Svizzera: 2

Neuchâtel Xamax: 1987, 1988